# Distretto di Dąbrowa
Il distretto di Dąbrowa (in polacco powiat dąbrowski) è un distretto polacco appartenente al voivodato della Piccola Polonia.

## Geografia antropica

### Suddivisioni amministrative
Il distretto comprende 7 comuni.
- Comuni urbano-rurali: Dąbrowa Tarnowska
- Comuni rurali: Bolesław, Gręboszów, Mędrzechów, Olesno, Radgoszcz, Szczucin